# Hryhoriy Halahan
Hryhoriy Anatoliyovych Halahan (en ukrainien : Галаган Григорій Анатолійович ou plutôt Григорій Анатолійович Галаган), né le 8 janvier 1978, est le commandant des forces d'opérations spéciales ukrainiennes de 2020 à 2022, major général des forces armées de l'Ukraine et premier chef adjoint du groupe spécial « Alpha » du SBU à partir du 25 juillet 2022.